# Амбьяле
Амбьяле́ (фр. и окс. Ambialet) — коммуна во Франции, находится в регионе Юг — Пиренеи. Департамент — Тарн. Входит в состав кантона От-Даду. Округ коммуны — Альби.
Код INSEE коммуны — 81010.

## География
Коммуна расположена приблизительно в 550 км к югу от Парижа, в 85 км северо-восточнее Тулузы, в 19 км к востоку от Альби.
На севере коммуны протекает река Тарн.

## Климат
Климат умеренно-океанический. Зима мягкая и дождливая, лето жаркое с частыми грозами. Ветры довольно редки.

## Население
Население коммуны на 2010 год составляло 447 человек.
| 1962 | 1968 | 1975 | 1982 | 1990 | 1999 | 2010 |
| ---- | ---- | ---- | ---- | ---- | ---- | ---- |
| 483  | 470  | 444  | 405  | 386  | 381  | 447  |

## Администрация
| Период | Период | Фамилия         | Партия | Примечания |
| ------ | ------ | --------------- | ------ | ---------- |
| 2001   | 2008   | Жак Гаррье      |        |            |
| 2008   | 2020   | Жан-Пьер Лефлош |        |            |

## Экономика
В 2007 году среди 254 человек в трудоспособном возрасте (15—64 лет) 201 были экономически активными, 53 — неактивными (показатель активности — 79,1 %, в 1999 году было 68,9 %). Из 201 активных работали 170 человек (97 мужчин и 73 женщины), безработных было 31 (16 мужчин и 15 женщин). Среди 53 неактивных 16 человек были учениками или студентами, 19 — пенсионерами, 18 были неактивными по другим причинам.

## Достопримечательности
- Монастырь Нотр-Дам-де-л’Одер (XI век). Исторический памятник с 1886 года.[4]
- Крест на кладбище (1760 год). Исторический памятник с 1971 года.[5]

## Фотогалерея

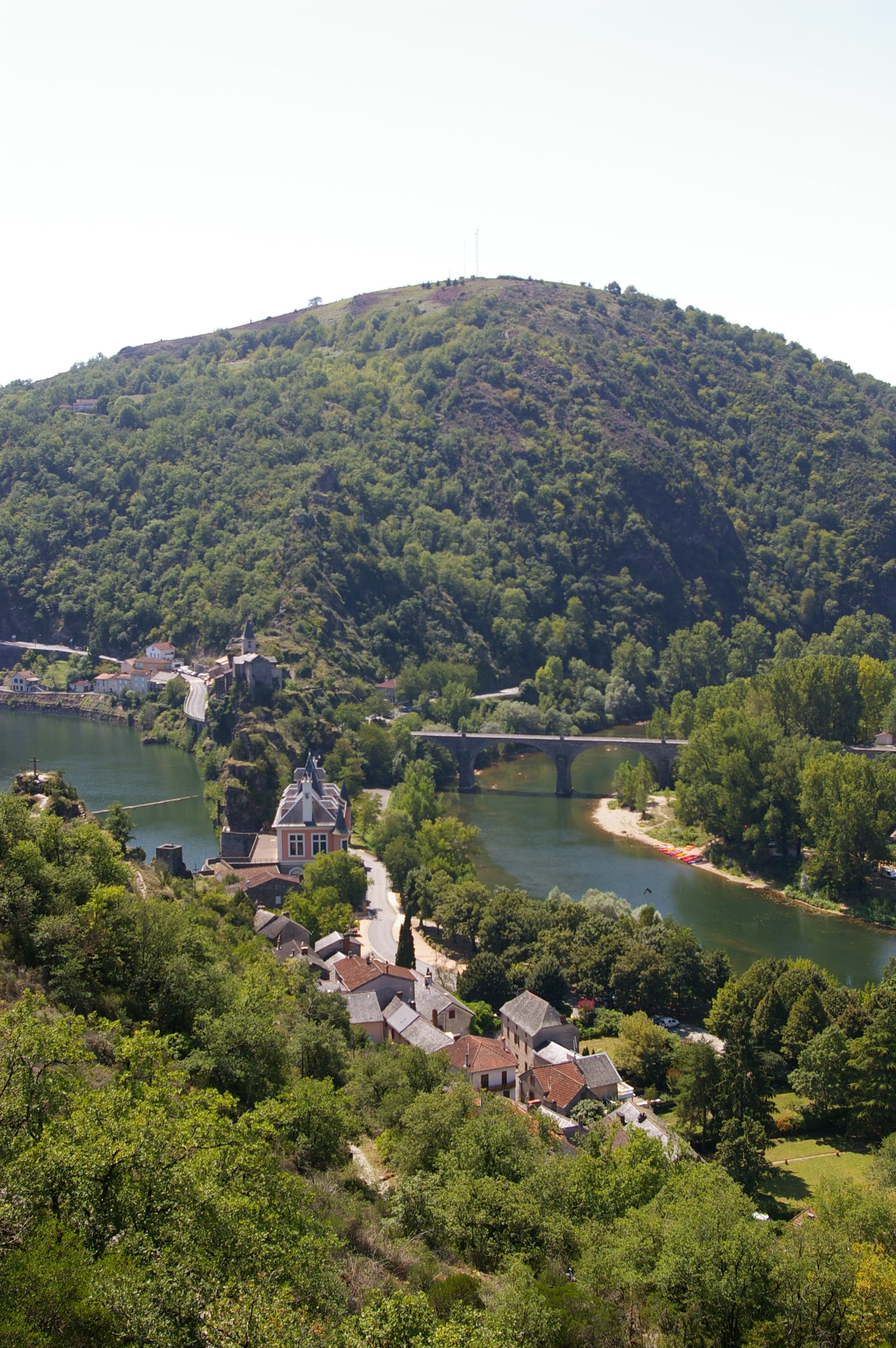
Амбьяле и река Тарн
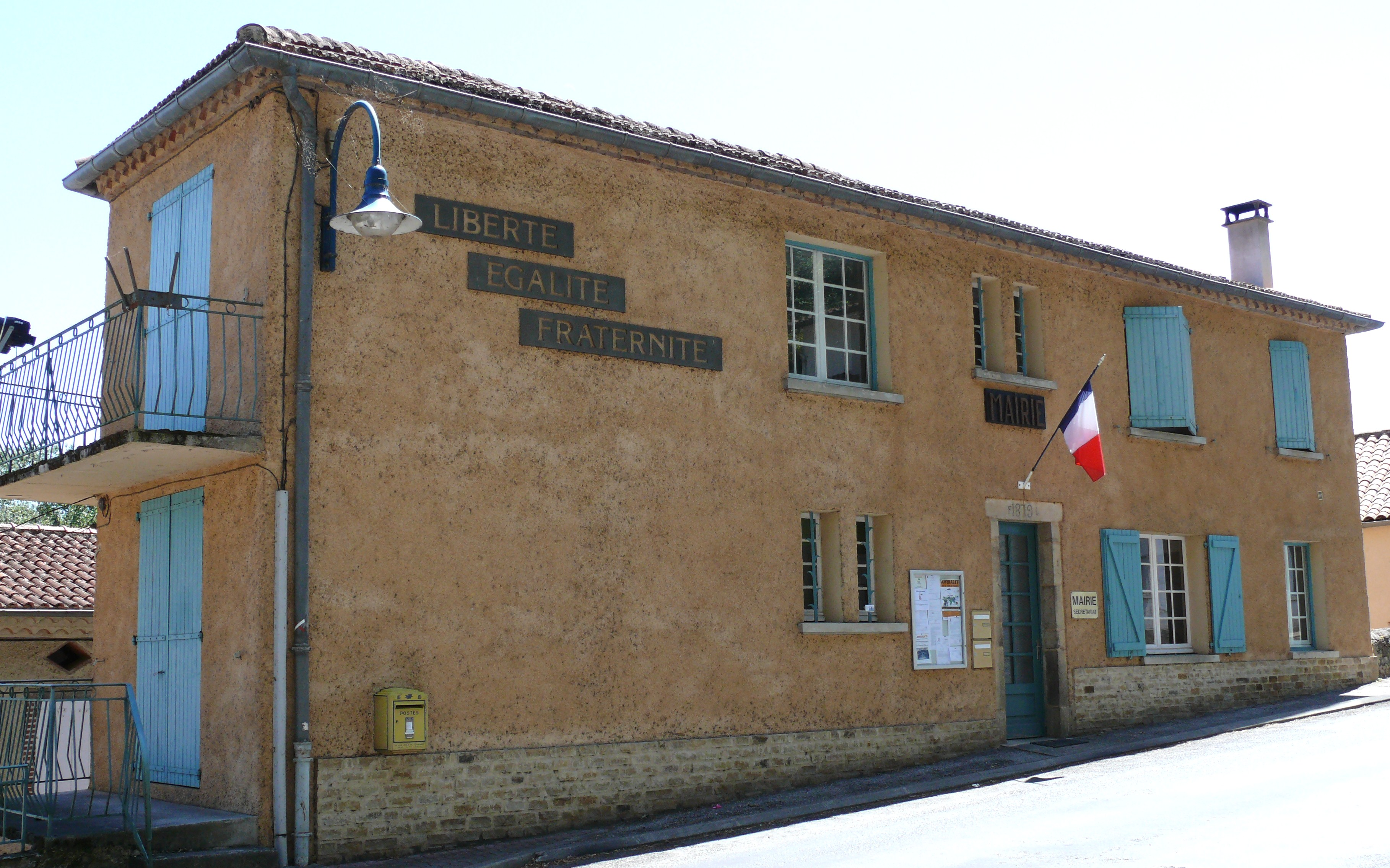
Мэрия
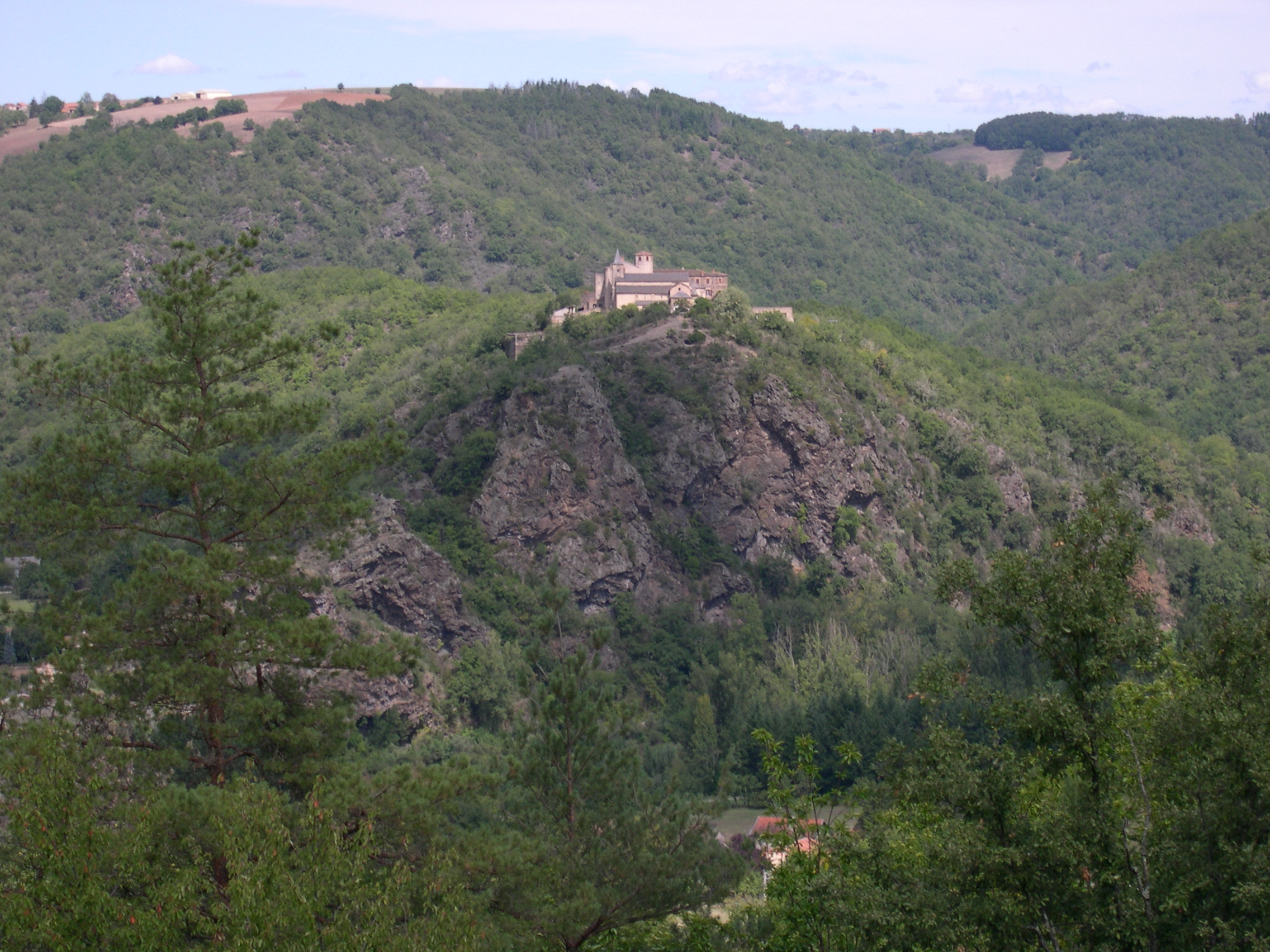
Монастырь Нотр-Дам-де-л’Одер
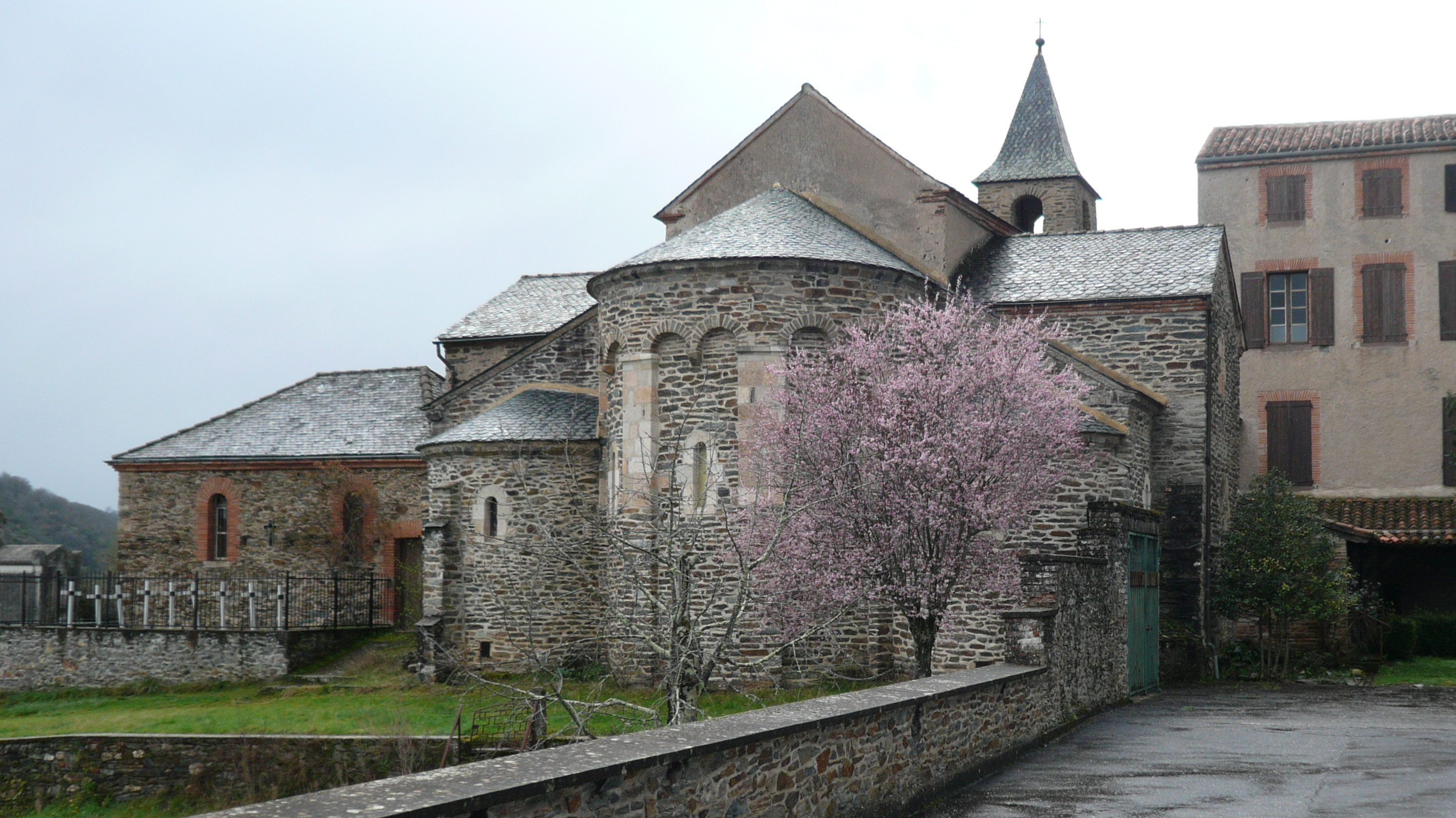
Монастырь Нотр-Дам-де-л’Одер
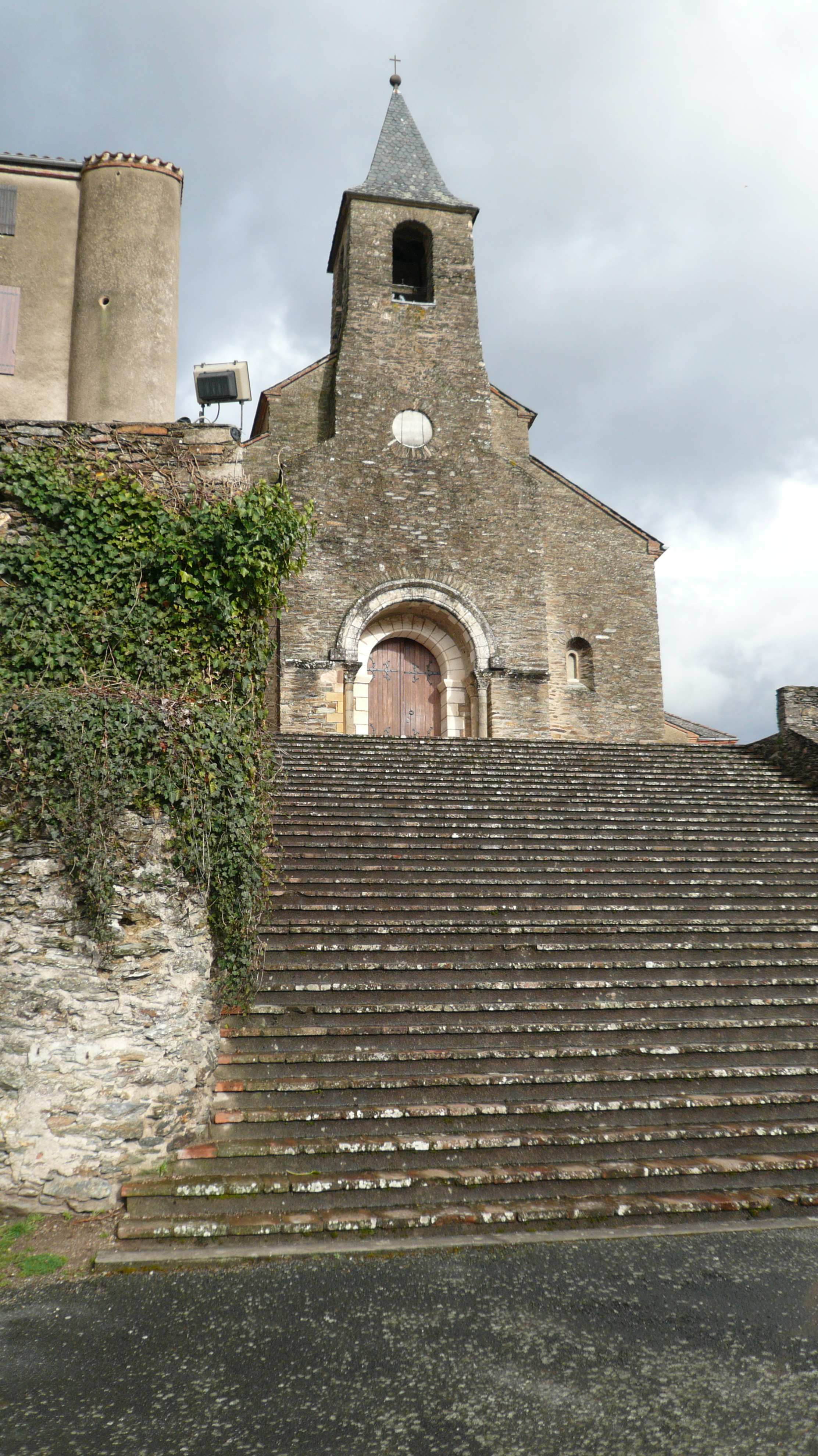
Церковь монастыря Нотр-Дам-де-л’Одер